# 拉布伊
拉布伊（法語：La Bouillie，法語發音：[la buji]）是法国阿摩尔滨海省的一个市镇，位于该省东北部，属于迪南区。

## 地理
拉布伊（48°34'26"N, 2°26'7"W）面积10.91 平方千米，位于法国布列塔尼大區阿摩尔滨海省，该省份为法国西北部沿海省份，位于布列塔尼半岛北部，北濒大西洋英吉利海峡，西接菲尼斯泰尔省，南至莫尔比昂省，东临伊勒-维莱讷省。
与拉布伊接壤的市镇（或旧市镇、城区）包括：埃尔基、埃南比昂、埃南萨勒、普吕里安、圣阿尔邦。

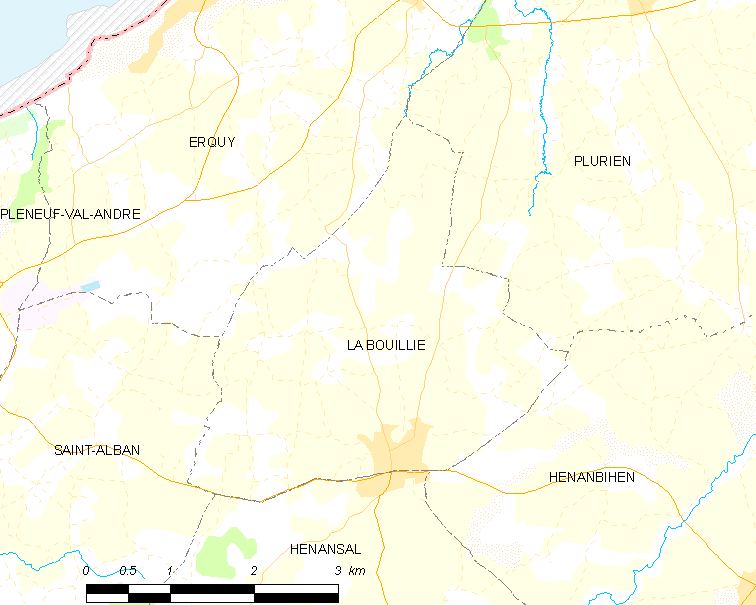
拉布伊的OSM定位图

拉布伊的时区为UTC+01:00、UTC+02:00（夏令时）。

## 行政
拉布伊的邮政编码为22240，INSEE市镇编码为22012。

## 政治
拉布伊所属的省级选区为普莱讷夫-瓦勒安德烈县。

## 人口

1962-2008年间拉布伊人口变化图示

拉布伊于2022年1月1日时的人口数量为845人。